# Jacques Zwobada
Jacques Zwobada (ur. 6 sierpnia 1900 w Neuilly-sur-Seine, zm. 6 września 1967 w Paryżu) – francuski rzeźbiarz i grafik.
Początkowo odbył krótką naukę na École nationale supérieure des beaux-arts w Paryżu i pozostawał pod silnym oddziaływaniem sztuki Auguste Rodina. Zajmowało go w szczególności przedstawianie zagadnienia ruchu. Z czasem zwrócił się ku sztuce abstrakcyjnej. Tworzył rzeźby monumentalne, w tym pomniki - np. dla Hawru (1926), Quito (1933), czy Belfort - portal tamtejszego cmentarza (1933). W latach kolejnych stracił zainteresowanie rzeźbą i przerzucił się na grafikę. Prowadził także działalność dydaktyczną - m.in. w Académie de la Grande Chaumière i w Académie Julian (obie w Paryżu), jak również w Caracas (Wenezuela). Od 1948 wrócił do rzeźbiarstwa - tworzył dzieła o organicznych, zbliżonych do abstrakcji formach, np. Orfeusz (1954), Para (1956), czy Nocna przejażdżka (1957). Większość swoich prac, które uważał za najbardziej udane umieścił w zaprojektowanym przez siebie grobowcu żony na cmentarzu Montana koło Rzymu (1956).